# Elizabeth Harvest
Elizabeth Harvest è un film del 2018 diretto da Sebastian Gutierrez.
Il film thriller di fantascienza, presentato in anteprima al South by Southwest il 10 marzo 2018, ha per protagonista Abbey Lee nei panni di Elizabeth, una giovane donna che scopre che il suo nuovo marito nasconde dei segreti.

## Trama
La neo sposa Elizabeth si reca nella sua nuova lussuosa dimora insieme al marito Henry, brillante scienziato. L'uomo la inebria con cibo succulento e un divertente tour della proprietà. I dipendenti che si occupano della casa, Claire e Oliver, trattano Elizabeth con deferenza, ma la donna sente che qualcosa non va.

## Accoglienza

### Critica
L'accoglienza della critica per il film è stata mista e il film ha avuto una valutazione del 52% su Rotten Tomatoes, sulla base di 21 recensioni.
Numerosi recensori hanno paragonato la trama del film al racconto popolare Barbablù, con Variety che elogiava la interpretazioni di Gugino e Lee.
In una recensione su RogerEbert.com, Sheila O'Malley ha dato al film due stelle, criticando il film per suo ritmo lento.